# Province de Barletta-Andria-Trani
Pour les articles homonymes, voir Barletta (homonymie), Andria (homonymie) et Trani.
La province de Barletta-Andria-Trani est une province italienne des Pouilles septentrionales qui compte environ  390 000 habitants.
Le chef-lieu est constitué par un ensemble de trois villes : Barletta, Andria et Trani. La province a été créée en 2004 et les premières élections du Conseil provincial se sont déroulées en 2009.

## Monuments et lieux d'intérêt

### Architecture religieuse
- La Cathédrale de Bisceglie
- La Cathédrale de Trani
- L'église rupestre de Santa Gaffa (Hypogée de Santa Geffa)

### Architecture militaire
- Le château de Barletta
- Le château de Bisceglie
- Le château de Garagnone
- Le Castel del Monte
- Le château souabe de Trani

### Sites archéologiques
- L'antique cité de Cannae
- L'antique cité de Salapia
- Dolmen d'Albarosa
- Dolmen de Chianca
- Dolmen Frisari
- Grotte de Santa Croce

## Nature
- Le Parc naturel régional de la rivière Ofanto
- La Réserve naturelle des Salines de Margherita di Savoia

## Tourisme
Les villes les plus visitées dans la province sont Canosa di Puglia, Andria, Trani, Barletta et Bisceglie.

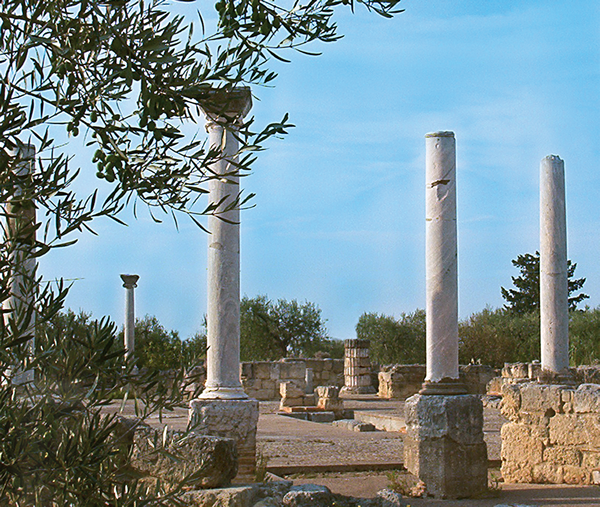
Basilique paléochrétienne de San Leucio à Canosa di Puglia.
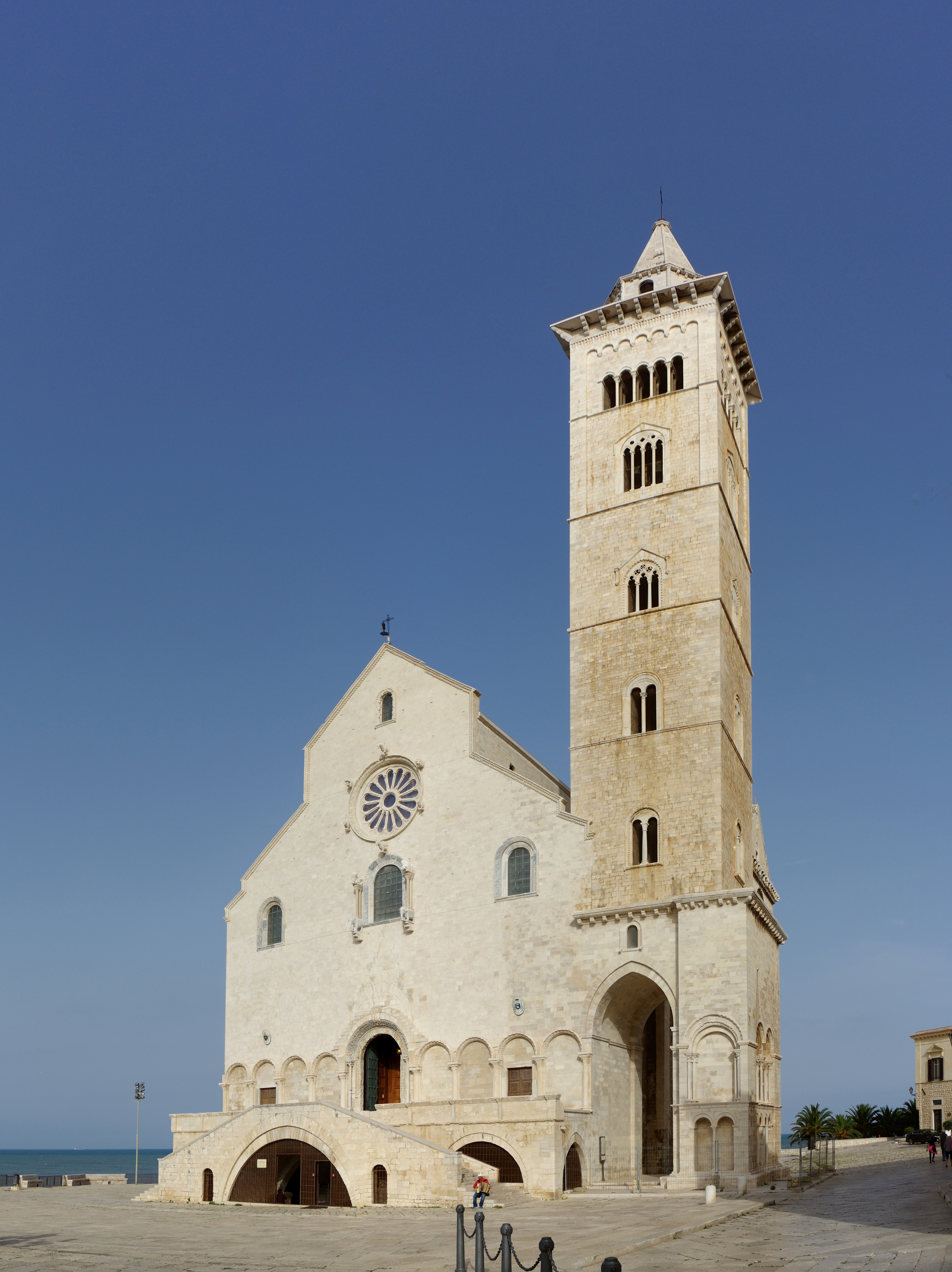
Cathédrale de Trani.
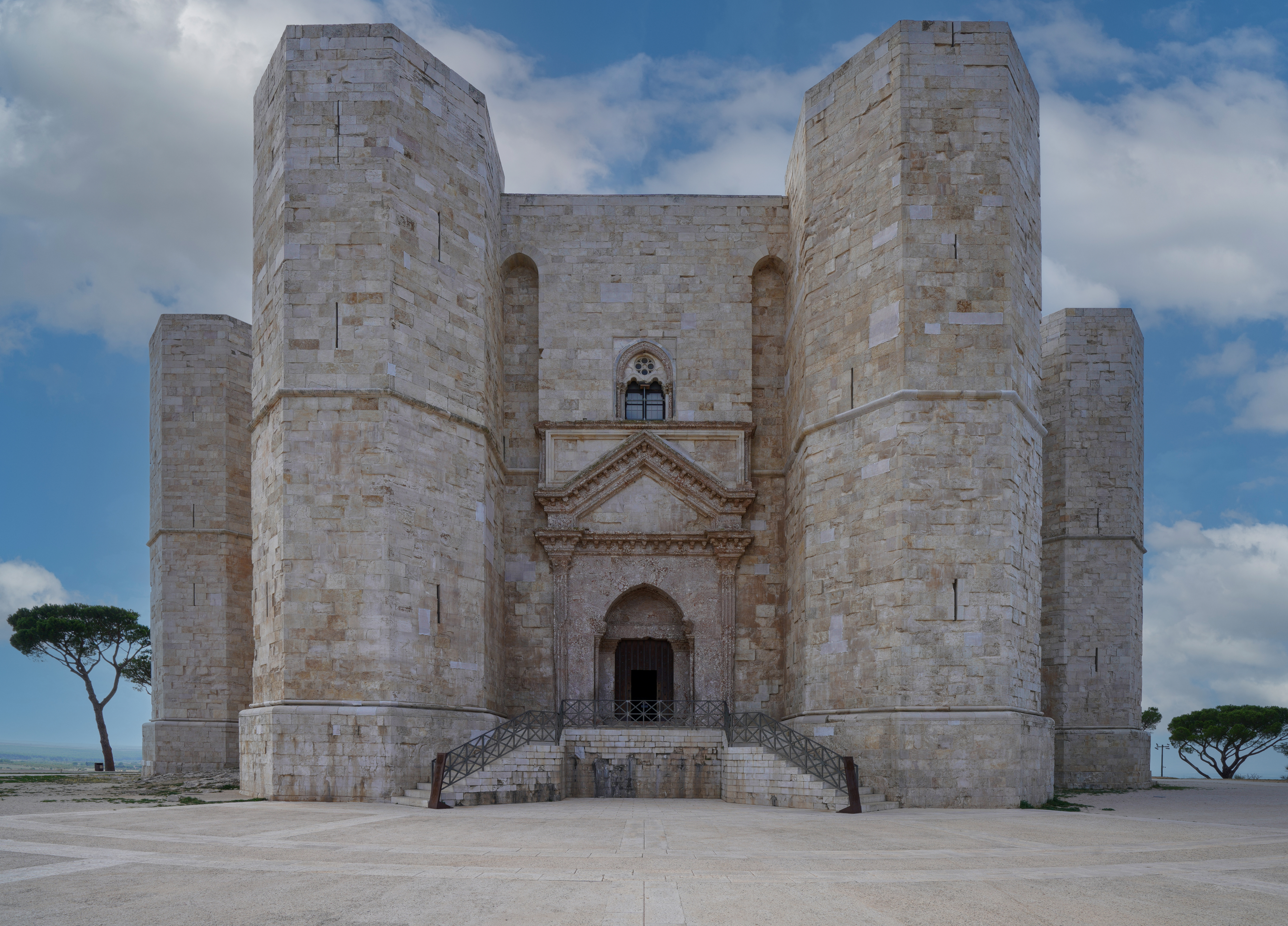
Castel del Monte de Andria.
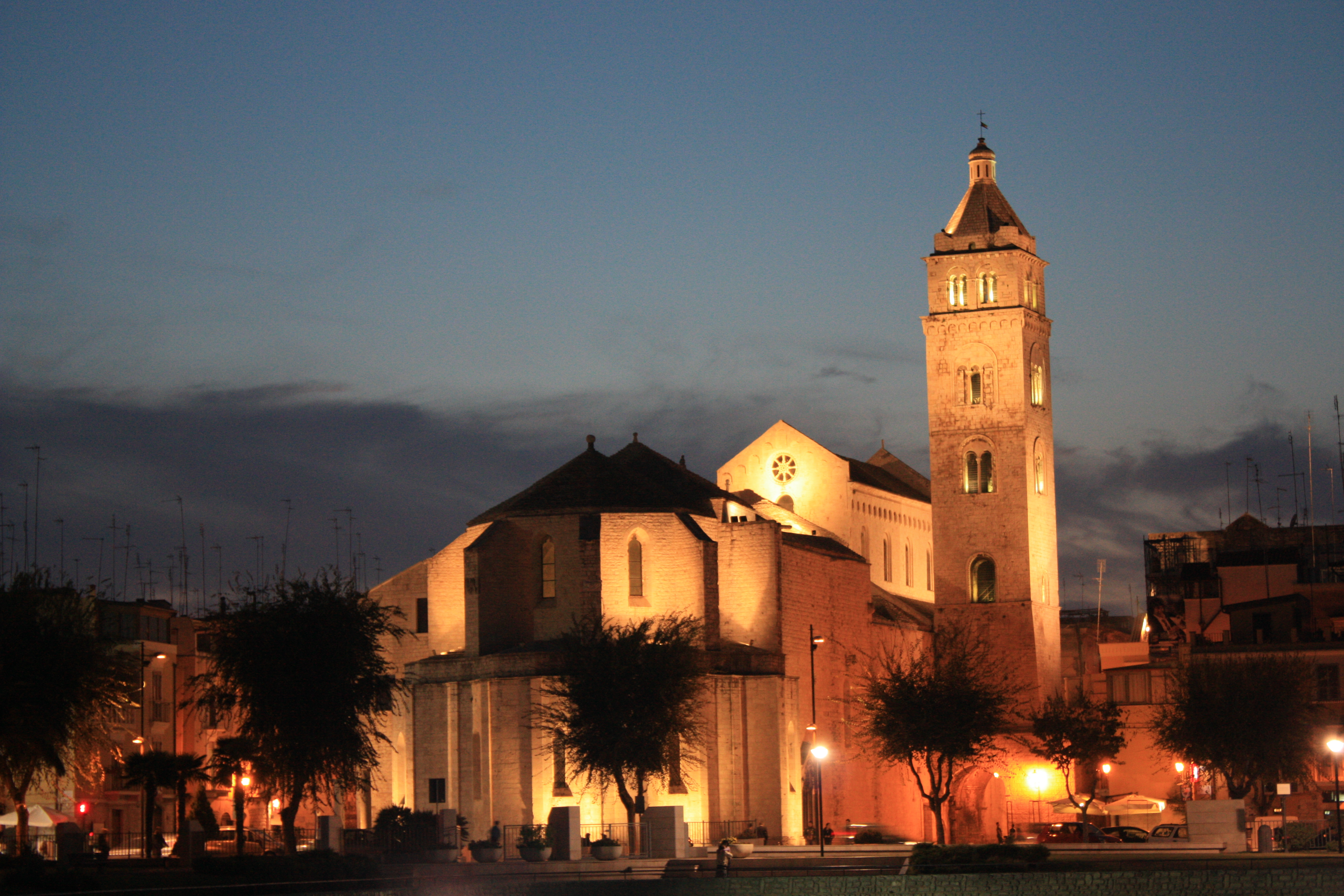
Cathédrale de Barletta.